# Tropidurus mucujensis
Tropidurus mucujensis — вид ігуаноподібних ящірок родини Tropiduridae. Ендемік Бразилії.

## Поширення і екологія
Tropidurus mucujensis є ендеміками плато Чапада-Діамантіна в штаті Баїя. Вони живуть на кам'янистих луках кампос-рупестрес, трапляються серед скель. Зустрічаються на висоті понад 900 м над рівнем моря.